# Xysticus apachecus
Xysticus apachecus is een spinnensoort uit de familie van de krabspinnen (Thomisidae).
De wetenschappelijke naam van de soort werd in 1933 gepubliceerd door Willis John Gertsch.